# La Sierra (kommun)
La Sierra är en kommun i Colombia.   Den ligger i departementet Cauca, i den sydvästra delen av landet, 400 km sydväst om huvudstaden Bogotá. Antalet invånare är 10 937. Arean är 217 kvadratkilometer.
Terrängen i La Sierra är kuperad åt nordväst, men åt sydost är den bergig.